# Odontobunus
Odontobunus is een geslacht van hooiwagens uit de familie Phalangiidae (Echte hooiwagens).
De wetenschappelijke naam Odontobunus is voor het eerst geldig gepubliceerd door Roewer in 1910. 

## Soorten
Odontobunus omvat de volgende 9 soorten:
- Odontobunus africanus
- Odontobunus armatus
- Odontobunus elegans
- Odontobunus kenianus
- Odontobunus lelupi
- Odontobunus longipes
- Odontobunus niger
- Odontobunus punctatus
- Odontobunus pupillaris